# تجربة بيل

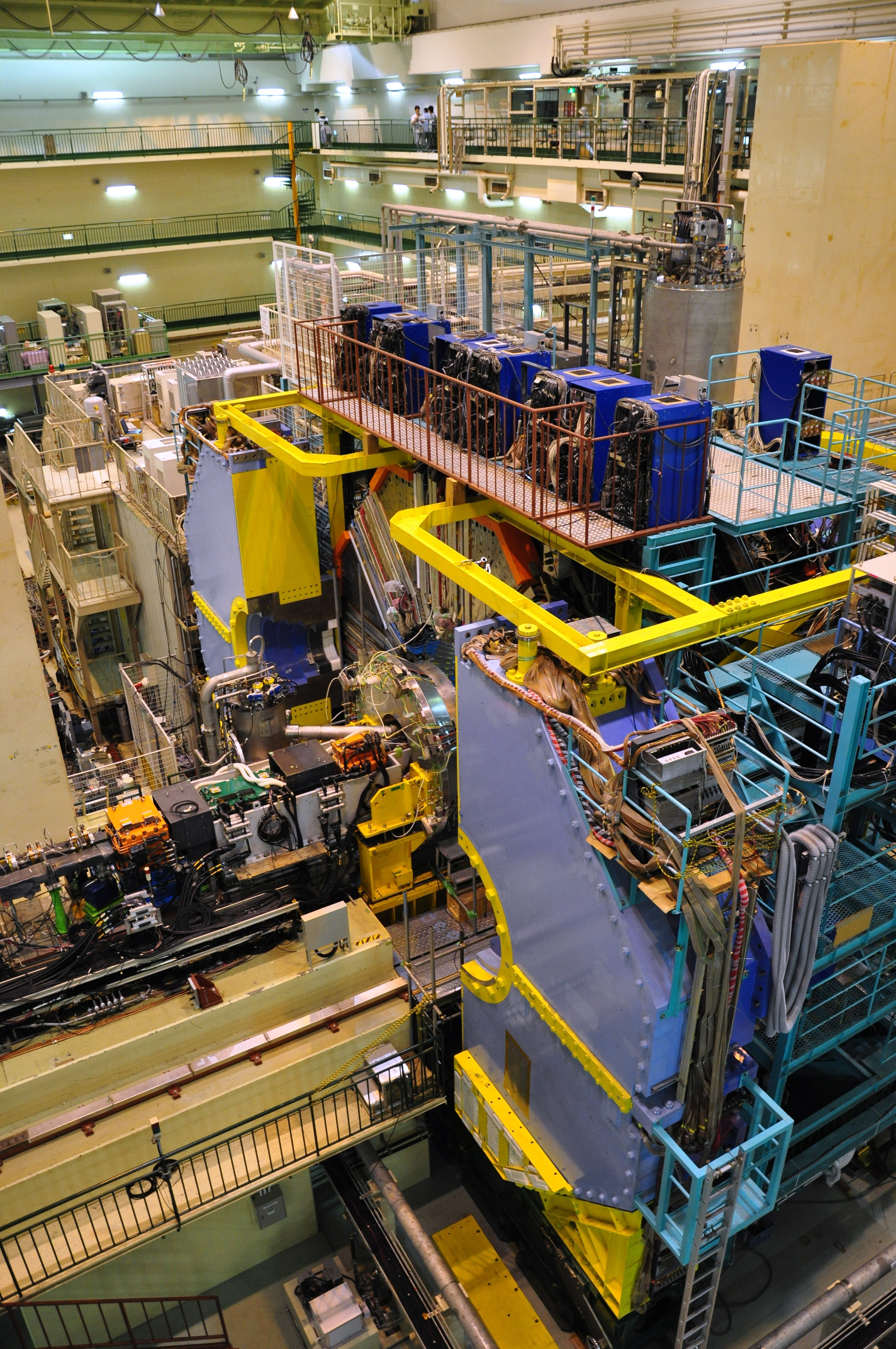
كاشف بيل في قاعة تسوكوبا ، كيك

تجربة بيل هي تجربة عملية في فيزياء الجسيمات تم إجرائها من قبل تعاون بيل، وهو مجموعة تعاونية دولية مكونة من أكثر من 400 شخص بين عالم فيزياء ومهندس وأجريت في منظمة بحوث معجل الطاقات العالية (KEK) في مدينة تسوكوبا ضمن محافظة ايباراكي في اليابان، واستمرت التجربة من عام 1999 إلى عام 2010.
يقع كاشف بيل في غرفة التصادم لمصادم الإلكترون-بوزترون غير متماثل الطاقة المعروف بـ«كيك بي». تجربة بيل في كيك-بي مع تجربة بابار في مسرّع PEP-II في مركز ستانفورد للتعجيل الخطي SLAC تعرف جميعها بمصانع-بي حيث يتم صدم الإلكترونات مع البوزترونات بمركز زخم طاقته مساوية لكتلة تذبذب [الإنجليزية] ميزون ابسلون 4S الذي يتحلل إلى أزواج من ميزونات B.
كاشف بيل هو كاشف جسيمي محكم متعدد الطبقات، يغطي زاوية مجسمة كبيرة يبعد رأسها بدقة عدة عشرات من المايكرومتر، يتم التحكم فيها بواسطة «كاشف الرأس السيليكوني»، يمكن لهذا الكاشف التمييز بين جسيمات بيون وكاون في حدود بين {\displaystyle 100Mev/c} إلى عدة وحدات من الـ {\displaystyle Gev/c} «يتم تحسسها باستخدام كاشف شيرينكوف»، مع نسبة مؤية قليلة من كاشف كهرومغناطيسية مسعري مصنع من كريستالات (CsI(Tl الوامضة.
كما وأستئنفت التجربة بشكل محدث تحت اسم تجربة بيل الثانية بعد الموافقة عليها في حزيران من عام 2010  وبدأت قياساتها الفعلية عام 2018،  ولا تزال تعمل إلى الآن، حالياً هي تجرى في مسرع «سوبر كيك بي» وهو نسخة مطورة من مسرع كيك-بي والذي يهدف إلى توفير وميض أكبر بأربعين ضعف عن السابق.

## النتائج

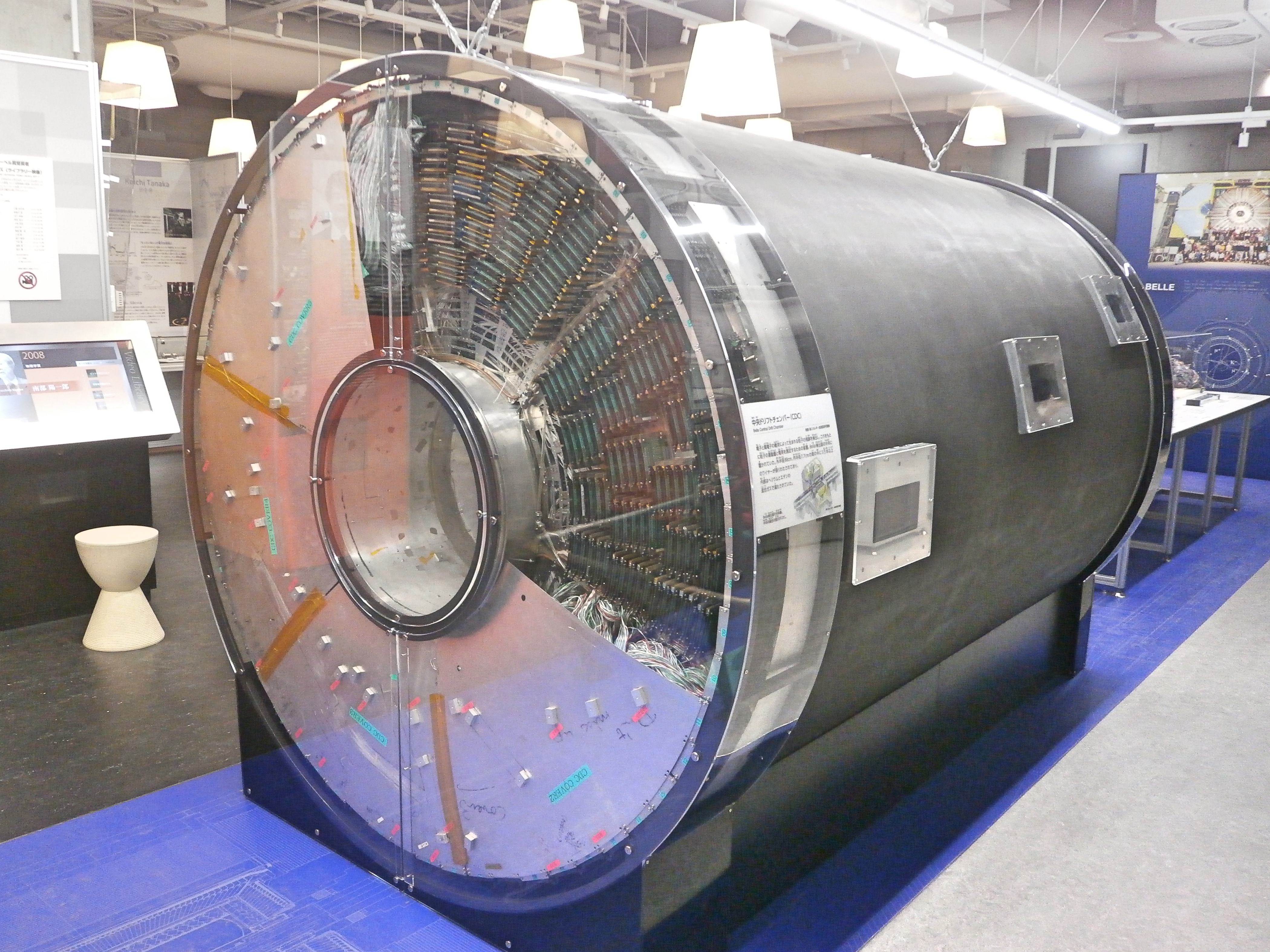
غرفة تتبع الانجراف المركزية الخارجة من الخدمة لتجربة بيل ، والمعروضة الآن في المتحف الوطني للطبيعة والعلوم.

كان الدافع الاصلي وراء التجربة هو البحث عن خرق تناظر الشحنة،  ومع ذلك، فقد تناولت التجربة دراسة مواضيع أخرى منها دراسة تحلالات نادرة والبحث عن جسيمات غريبة والحصول على قياسات دقيقة لجسمات أخرى مثل ميزون-دي وجسيمات تاو. لذا نتج عن هذه التجربة حوالي 300 بحث منشور في مجلات الفيزياء.
ومن أبرز نتائج تجربة بيل:
- رصد خرق تناظر شحتة كبير في نظام متكون من ميزون-بي محايد.[7]
- قياس جزء فرعي من اضمحلالات {\displaystyle B\to X_{s}\gamma }.[8]
- رصد انتقال {\displaystyle b\to sl^{+}l^{-}} مع {\displaystyle B\to Kl^{+}l^{-}} [9] و {\displaystyle B\to K^{*}l^{+}l^{-}}.[10]
- قياس باستخدام {\displaystyle \phi _{3}} مخطط داليتز لـ {\displaystyle B\to DK,D\to K_{S}\pi ^{+}\pi ^{-}}.[1]
- قياس عنصري مصفوفة ك.ك.م {\displaystyle |V_{ub}|} و {\displaystyle |V_{cb}|}.[1]
- رصد مباشر لظاهرة خرق تناظر الشحنة {\displaystyle B^{0}\to \pi ^{+}\pi ^{-}} [11] و {\displaystyle B^{0}\to K^{-}\pi ^{+}}.[12]
- رصد تحولات {\displaystyle b\to d}.[13]
- ايجاد دليل على {\displaystyle B\to \tau \nu }.[14]
- رصد عدد من الجسيمات الجديدة من ضمنها (X (3872.[15]

## روابط خارجية
- موقع بيل الرسمي
- الموقع الرسمي لشركة بيل 2
- الموقع العام لبيل 2